# Tarapacá Airport
Tarapacá Airport är en flygplats i Colombia.   Den ligger i departementet Amazonas, i den sydöstra delen av landet, 1 000 km sydost om huvudstaden Bogotá. Tarapacá Airport ligger 79 meter över havet.
Terrängen runt Tarapacá Airport är platt. Runt Tarapacá Airport är det mycket glesbefolkat, med 2 invånare per kvadratkilometer. Närmaste större samhälle är Tarapacá, 1,8 km sydväst om Tarapacá Airport. I omgivningarna runt Tarapacá Airport växer i huvudsak städsegrön lövskog.